# Главы Киевской области
Киевская область была образована 27 февраля 1932 года.

## Председатели Киевского областного исполнительного комитета
1. Василенко, Марк Сергеевич — 1932—1935 годы[уточнить]
2. Старченко, Василий Фёдорович — 1938—1938 годы
3. и. о. Кобзин, Ефим Никифорович — 1938—1939 годы
4. Костюк, Трофим Яковлевич — 1940—1941 годы
5. Олейник, Захарий Фёдорович — 1943—1950 годы
6. Бубновский, Никита Дмитриевич — 1950—1951 годы
7. Стафийчук, Иван Иосифович — 1951—1963 годы, 1964—1967 годы
8. Яремчук, Григорий Филимонович — 1963—1964 годы
9. Лысенко, Иван Петрович — 1963—1964 годы, 1967—1984 годы
10. Плющ, Иван Степанович — 1984—1990 годы
11. Синько, Василий Данилович[2] — 1990—1992 годы

## Первые секретариКиевского областного комитета КП Украины
1. Демченко, Николай Нестерович — 1932—1934 годы
2. Постышев, Павел Петрович — 1934—1937 годы
3. Кудрявцев, Сергей Александрович — 1937—1937 годы
4. Евтушенко, Дмитрий Матвеевич — 1937—1938 годы
5. Хрущёв, Никита Сергеевич — 1938—1941  гг., 1943—1947 годы
6. Сердюк, Зиновий Тимофеевич — 1947—1949  годы
7. Грыза, Алексей Андрианович — 1949—1952 годы
8. Гришко, Григорий Елисеевич — 1952—1957  годы
9. Шелест, Пётр Ефимович — 1957—1962  годы
10. Дрозденко, Василий Иванович — 1962—1963 годы, 1962—1964 годы, 1964—1966 годы
11. Стафийчук, Иван Иосифович — 1962—1964 годы
12. Головченко, Фёдор Петрович — 1966—1970 годы
13. Цыбулько, Владимир Михайлович — 1970—1985 годы
14. Ревенко, Григорий Иванович — 1985—1990 годы
15. Кикоть, Анатолий Иванович — 1990—1991 годы

## Главы Киевской областной государственной администрации
1. Капштык Иван Маркович — 1992—1994 годы
2. Синько, Василий Данилович — 1995—1996 годы
3. Засуха Анатолий Андреевич — 1996—2005 годы
4. Евгений Дмитриевич Жовтяк — 2005—2006 годы
5. и. о. Кондрук Валерий Петрович  — 2006 год
6. Ульянченко, Вера Ивановна — 2006—2009 годы
7. Вакараш Виктор Михайлович — 2009 и. о., 2009—2010 годы
8. Присяжнюк, Анатолий Иосифович — 2010—2014 годы
9. Шандра, Владимир Николаевич — 2014—2016 годы
10. Мельничук, Максим Дмитриевич — 2016 год
11. Горган Александр Любомирович — 2016—2018 годы
12. Терещук Александр Дмитриевич — 2018[3] — 2019 годы
13. и. о. Кучер Вячеслав Анатольевич — 2019 год
14. Бно-Айриян Михаил Каренович — 2019 год
15. Чернышов Алексей Михайлович — 2019—2020 годы
16. Володин Василий Геннадьевич — 2020—2022 годы
17. Кулеба Алексей Владимирович — 2022 год
18. Павлюк Александр Алексеевич — 2022 год
19. Кулеба Алексей Владимирович — 2022—2023 годы
20. Назаренко Дмитрий Юрьевич — 2023 год
21. Кравченко Руслан Андреевич — 2023—н. вр.

## Главы Киевского областного совета
1. Плющ, Иван Степанович — 1990 год
2. Синько, Василий Данилович — 1990—1992 годы, 1992—1998 годы
3. Баранюк Николай Дмитриевич — 1998—2000 годы, 2001—2003 годы
4. Засуха Анатолий Андреевич  — 2000—2001 годы, 2004—2005 годы
5. Приймаченко, Николай Иванович — 2003—2004 годы, 2005—2006 годы (и. о.)
6. Владимир Владимирович Майбоженко[4] — 2006—2010 годы
7. Качный, Александр Сталиноленович  — 2010—2014 годы
8. Бабенко, Николай Викторович — 2014—2015 годы[5]
9. Старикова Анна Витальевна[6] — 2015—2019 годы
10. Стариченко Николай Анатольевич — 2019—2020 годы
11. Скляров Александр Иванович — 2020—2021 годы
12. Гунько Наталья Ивановна — 2021—2023 годы
13. и. о. Добрянский Ярослав Викторович — 2023—н. вр.